# Nicola Delita
Nicola Delita era una discogràfica independent especialitzada en reggae, fundada l'any 1978 a Jamaica. Per a la gravació, utilitzaren els estudis de Harry J (Kingston, Jamaica) i Joe Gibbs (Kingston, Jamaica).

## Publicacions
- Big Youth - Reggae Gi Dem Dub (1978)
- Big Youth - Isaiah First Prophet of Old (1978)
- Big Youth - Progress (1979)